# Nove, Sînelnîkove
Nove (în ucraineană Нове) este un sat în comuna Maiske din raionul Sînelnîkove, regiunea Dnipropetrovsk, Ucraina.

## Demografie
Componența lingvistică a localității Nove
     Ucraineană (81,67%)
     Rusă (14,17%)
Conform recensământului din 2001, majoritatea populației localității Nove era vorbitoare de ucraineană (81,67%), existând în minoritate și vorbitori de rusă (14,17%).